# Tara Westover
Tara Westover (Clifton, Idaho, 27 de septiembre de 1986) es una biógrafa, ensayista e historiadora estadounidense.
Su autobiografía Una educación (2018) debutó con el número 1 de la lista de libros más vendidos del The New York Times y fue finalista de varios premios nacionales, incluyendo el LA Times Book Price, Jean Stein Boook Award y dos premios del Círculo de Críticos Nacional del Libro. El New York Times lo eligió entre los 10 Mejores Libros de 2018 y Westover fue escogida por la revista Time como una de las 100 personas más influyentes de 2019.

## Biografía y trayectoria
Westover fue la menor de los cinco hijos y dos hijas que tuvieron sus padres, un matrimonio mormón preparacionista. Sus padres sospechaban de la medicina tradicional, los hospitales, las escuelas públicas y el gobierno federal, por eso Tara Westover nació en casa, asistida por una partera y nunca fue atendida por personal médico o de enfermería. No fue registrada con un certificado de nacimiento hasta que tuvo nueve años. Su padre se resistió a que cualquier miembro de la familia recibiese tratamiento médico formal, incluso cuando tenían heridas importantes, las criaturas eran tratadas por su madre, conocedora y practicante de la fitoterapia y con otros métodos de curación alternativos.
Tara Westover y todos sus hermanos y hermanas recibieron una educación libre en casa y a cargo de su madre. En su caso, fue un hermano mayor quien le enseñó a leer y ella estudió las Escrituras de la Iglesia de Jesucristo de los Santos de los Últimos Días, pero nunca asistió a una conferencia, escribió un ensayo o realizó un examen. Había pocos libros de texto en su casa.
Cuando llegó a la adolescencia quiso entrar en el mundo adulto y asistir a la universidad. Compró libros de texto y estudió por su cuenta y sin asistir a clases para obtener una buena puntuación en el examen ACT (American College Testing). Consiguió ser admitida en la Universidad Brigham Young y recibió una beca, aunque no tenía el título de secundaria. Después de un primer año difícil, en el que  luchó por adaptarse a la academia y a la sociedad en general, se fue superando y se graduó con honores en 2008.
Después realizó un máster en el Trinity College de la Universidad de Cambridge y obtuvo una beca Gates Cambridge de la Fundación Bill y Melinda Gates y también fue becaria visitante en la Universidad de Harvard en 2010. Regresó al Trinity College de Cambridge, donde obtuvo un doctorado en historia intelectual en 2014. Realizó su tesis, titulada La familia, la moralidad y las ciencias sociales en el pensamiento cooperativo angloamericano, 1813–1890.
En 2009, cuando era estudiante de posgrado en Cambridge, le dijo a sus padres que durante muchos años (desde los 15 años) había sufrido los abusos físicos y psicológicos de un hermano mayor. Sus padres no creyeron su relato y sugirieron que su hija estaba bajo la influencia de Satanás. La familia se separó a causa de estos hechos. Westover escribió sobre ese distanciamiento y su camino inusual a través de la educación universitaria en sus memorias de 2018, Una educación.
Westover fue escritora residente AM Rosenthal en el otoño de 2019 en el Centro Shorenstein de la Escuela Kennedy de Harvard. Fue seleccionada como investigadora principal en HKS en la primavera de 2020.

### Una educación
En 2018, Penguin Random House publicó su libro Una educación (Educated: A Memoir) que cuenta la historia de su lucha por conciliar su deseo de educación y autonomía con la rígida ideología y la vida aislada de su familia. Esta historia de madurez se convirtió en el nº 1 de los libros más vendidos en el New York Times, y recibió críticas positivas del New York Times,The Atlantic Monthly,USA Today,Vogue, y The Economist, entre otros.
En febrero de 2020, Una educación llevaba dos años en la lista de los más vendidos del New York Times y estaba traducido a 45 idiomas. El libro fue votado como No. 1 del Library Reads por los bibliotecarios estadounidenses y, en agosto de 2019 fue el libro prestado con más frecuencia que cualquier otro en las 88 sucursales de la Biblioteca Pública de New York. Desde su publicación y hasta diciembre de 2020 se vendieron 8 millones de ejemplares de Una educación.
Su familia, a través de su abogado cuestionó algunos elementos del libro de Westover, incluida su sugerencia de que el padre pudiera tener un trastorno bipolar y que su madre pudiese haber sufrido una lesión cerebral que le provocó una reducción de las habilidades motoras. Blake Atkin, un abogado que representaba a los padres de Westover, afirmó que Una educación creó una imagen distorsionada de los padres. Westover no respondió directamente a estas afirmaciones, pero según los reconocimientos del libro, antes de su publicación, Ben Phelan de This American Life y GQ lo verificaron profesionalmente.

## Premios y reconocimientos
El libro de Westover le valió varios premios y otros reconocimientos.
- Nombrado el Libro del Año por la American Booksellers Association
- Finalista del Premio John Leonard del National Book Critics Circle.
- Finalista del Premio de Autobiografía del National Book Critics Circle.
- Finalista del Los Angles Times Book Prizeen biografía.
- Finalista del premio Jean Stein de PEN/America
- Finalista del premio al audiolibro del año de la Asociación Estadounidense de Libreros
- Finalista del premio Discover Great Writers de Barnes & Noble
- Uno de los 10 mejores libros de 2018 del New York Times
- Preseleccionado para la Medalla a la Excelencia Carnegie
- Ganador del premio Goodreads Choice a la autobiografía
- Ganador del premio Audie de autobiografía/memorias
- Premio Alex de la American Library Association
- Nombrado 'Amazing Audiobook for Young Adults' por la American Library Association
- Elección de los editores de Amazon para el mejor libro de 2018
- Las mejores memorias del año de Apple
- Las mejores memorias del año de Audible
- Mejor libro del año del grupo Hudson
- La elección del presidente Barack Obama para la lectura de verano y su lista de Libros favoritos del año[25]
- Lista de lectura navideña de Bill Gates[26][27]
- Westover elegido por la revista Time como una de las 100 personas más influyentes de 2019
- Educated nombrado uno de los mejores libros del año por The Washington Post, Oprah Magazine, Time, NPR, Good Morning America, The San Francisco Chronicle, The Guardian, The Economist, The Financial Times, The New York Post, The Skimm, Bloomberg, Real Simple, Town & Country, Bullicio, Publishers Weekly, The Library Journal, Book Riot y la Biblioteca Pública de Nueva York.
- Orador destacado, Seattle Arts & Lectures, 2019
- Premio Mujeres en la Vida Pública de la Sociedad Histórica de Nueva York
- Premio James Joyce
- Premio Evans Handcart